# Tibet
Tibet (tibetansko བོད་, Wylie: bod ; IPA: pʰø̀ʔ; kitajsko: 西藏 Zàngqū) je geografska regija v vzhodni Aziji, ki pokriva večji del Tibetanske planote in se razteza na približno 2.500.000 km². Je tradicionalna domovina Tibetancev.
Na planoti prebivajo tudi druge etnične skupine, kot so Mongoli, Monpa, Tamang, Kjang, Šerpa, Lhoba in od 20. stoletja Kitajci Han in Hui. Tibet je najvišja regija na Zemlji s povprečno nadmorsko višino 4380 m. Najvišja vzpetina v Tibetu, ki je v Himalaji, je Mount Everest, najvišja gora na Zemlji, ki se dviga 8848 m nad morsko gladino.
Tibetansko cesarstvo se je pojavilo v 7. stoletju. Na svojem vrhuncu v 9. stoletju se je razširilo daleč preko Tibetanske planote, od Tarimske kotline in Pamirja na zahodu do Junana in Bengalije na jugovzhodu. Nato se je razdelilo na različna ozemlja. Večji del zahodnega in osrednjega Tibeta (Ü-Tsang) je bil pogosto vsaj nominalno združeno pod nizom tibetanskih vlad v Lasi, Šigatseju ali bližnjih lokacijah. Vzhodni regiji Kham in Amdo sta pogosto ohranili bolj decentralizirano avtohtono politično strukturo, razdeljeni med številne majhne kneževine in plemenske skupine, hkrati pa so pogosto spadali pod kitajsko oblast; večina tega območja je bila sčasoma priključena kitajskima provincama Sečuan in Činghaj. Sedanje meje Tibeta so bile na splošno določene v 18. stoletju.
Po revoluciji Šinhaj proti dinastiji Čing leta 1912 so vojake Čing razorožili in pospremili iz Ü-Tsanga, vendar ga je Republika Kitajska ustavno razglasila za območje Tibeta. 13. dalajlama je leta 1913 razglasil neodvisnost regije, čeprav je ni priznala ne kitajska republikanska vlada ne katera koli tuja sila. Lasa je kasneje prevzela nadzor tudi nad zahodnim Šikangom. Regija je ohranila svojo avtonomijo do leta 1951, ko jo je po bitki pri Čamdu zasedla in priključila Ljudska republika Kitajska (LRK). Celotna planota je prišla pod upravo LRK. Tibetanska vlada je bila ukinjena po neuspehu tibetanske vstaje leta 1959. Danes Kitajska upravlja zahodni in osrednji Tibet kot avtonomna regija Šjzang, medtem ko so vzhodna območja zdaj večinoma avtonomne prefekture znotraj provinc Činhaj, Gansu, Junan in Sečuan.
Gibanje za neodvisnost Tibeta v glavnem vodi tibetanska diaspora. Skupine za človekove pravice so kitajsko vlado obtožile zlorabe človekovih pravic v Tibetu, vključno z mučenjem, samovoljnimi aretacijami in verskim zatiranjem, pri čemer kitajska vlada strogo nadzoruje informacije in zavrača zunanji nadzor. Medtem ko obstajajo nasprotujoča si poročila o obsegu kršitev človekovih pravic, vključno z obtožbami o kulturnem genocidu in sinizaciji Tibeta, je razširjeno zatiranje tibetanske kulture in disidentstva še vedno dokumentirano.
Prevladujoča vera v Tibetu je tibetanski budizem; druge religije vključujejo Bon, avtohtona vera, podobna tibetanskemu budizmu, islam in krščanstvo. Tibetanski budizem ima glavni vpliv na umetnost, glasbo in festivale v regiji. Tibetanska arhitektura odraža kitajske in indijske vplive. Osnovna živila v Tibetu so pražen ječmen, jakovo meso in masleni čaj. Z rastjo turizma v zadnjih letih je storitveni sektor postal največji sektor v Tibetu, saj je leta 2020 predstavljal 50,1 % lokalnega BDP.

## Ime
Ime Tibet se danes uporablja tako za zgodovinski in svobodni Tibet, kot za območje pod nadzorom Ljudske Republike Kitajske in se imenuje Avtonomna regija Tibet. V kitajščini beseda Tibet dobesedno pomeni »zakladnica zemeljskega bogastva na zahodu«. Ime Tibet, ki se uporablja v večini evropskih jezikov, izhaja iz arabske ali perzijske besede Töbän, kar pomeni »višina«, »visoka planota«. Tibetanci svojo domovino imenujejo Bod (v nekaterih dialektih tibetanskega jezika se izgovarja Po). Najboljši prevod te besede naj bi bil »domovina«. Kitajsko ime za Tibet je Š'idzan', tudi za to poimenovanje obstajajo različne razlage izvora.

## Geografija
Tibetanska gorska pokrajina, ki na jugu meji na Himalajsko gorovje in obsega njegov večji del, se razprostira na povprečni nadmorski višini 4500 m in jo pogosto imenujejo »streha sveta«. Razteza se približno 1000 km od severa do juga in 2500 km od vzhoda do zahoda. Vseh 14 vrhov višjih od 8000 metrov na svetu leži v tej pokrajini.
Tibetanska visoka planota je puščavska, najbolj suh del pa je puščava Chang Tang (tibetsko za »Severna ravnina«). Razlog za sušo je Himalaja, ki povzroča padavinsko senco in preprečuje padavinam iz območja Indije, da bi se razširile nad planoto.
Tibetanska planota je na jugu omejen s Himalajo, na zahodu s Karakorumom in na severu z gorovjem Kunlun. Notranji del planote je prepreden z več gorskimi verigami.
Tibet meji od zahoda proti vzhodu z Indijskimi zveznimi pokrajinami Džamu in Kašmir, Himačal Pradeš, Utaranšal, Sikim in Asam (po kitajski verziji) oziroma Arunačal Pradeš (po indijski verziji), pa tudi z državami Nepal, Butan in Mjanmar. Skupna dolžina meje s temi tremi državami je 4000 km.
Tradicionalni Tibet se razteza na površini približno 2,5 milijonov km² in je razdeljen na tri geografske pokrajine:
- Amdo (severovzhod)
- Kham (jugovzhod)
- U-Tsang (zahod in centralni Tibet)

V upravnem smislu obsega današnji Avtonomno regijo Tibet in Činghaj, poleg teh pa še zahodni del province Sečuan, jugozahodni del province Gansu in severni del province Junan v LR Kitajski ter Ladak in Kašmir v Indiji.
Avtonomna regija Tibet obsega okoli 1,22 milijonov km². Obsega pokrajino U-Tsang in zahodni del prejšnje province Kham.
Veliki deli provinc Kham in Amdo so v 19. in začetku 20. stoletja pripadli kitajskim pokrajinam Sečuan, Junan, Činghaj in Gansu. Tako da ti deli danes ne pripadajo Avtonomni regiji Tibet.
Ker je opredelitev Tibeta zaradi različnih entitet, ki si dele tega območja lastijo kot »Tibet«, predmet burnih razprav (glej zemljevid desno), nista niti njegova velikost niti število prebivalcev preprosto določljiva podatka.

### Nastanek Tibetanske planote
Tibetanska planota je nastala pred približno 50 milijoni let, potem ko je Indijska tektonska plošča trčila ob Evrazijsko in ustvarila orogenski pas oziroma Himalajo, ki se še danes zaradi premikanja plošč dviga vsako leto za nekaj mm. Tibetanska planota se je dvignila iz prvotnega oceana Tetida (na Himalaji in povsod po Tibetu so našli fosilne ostanke morskih živali). Indijska plošča se trenutno premika na SV 5 cm/leto, medtem ko se Evrazijska plošča premika proti S le 2 cm/leto. To povzroča preoblikovanje Indijske plošče, ki jo stiska s hitrostjo 4 mm/leto. Zemeljska skorja je tukaj najdebelejša (70 km). Tibetanska planota je geološko še vedno zelo aktivna, ima številne ledenike in je edinstveno okolje za rastline in živali.
Planota predstavlja visoko ležeče suhe stepe, vrinjene med gorovja, z veliko brakičnimi in slanimi jezeri. Letna količina padavin znaša 100-300 milimetrov in pada v glavnem kot toča. Na južnem in vzhodnem robu stepe so travniki, ki so trajnostno naseljeni s populacijo nomadskih pastirjev, čeprav traja mraz šest mesecev v letu. Velik del planote obsega permafrost. Proti severu in severozahodu postaja planota postopno vse višja, zrak hladnejši in bolj suh, dokler ne doseže oddaljene regije Čangthang v severozahodnem delu planote. Tukaj povprečna nadmorska višina presega 5000 metrov, zimske temperature se lahko spustijo do -40 °C. Rezultat tega je izjemno neprijazno okolje. V regiji Čangthang (skupaj s sosednjo regijo Kekešili) je najmanj prebivalcev v Aziji in je tretje najmanj naseljeno območje na svetu za Antarktiko in severno Grenlandijo.
Fizično lahko Tibet razdelimo na dva dela, jezersko regijo na zahodu in severozahodu, in rečno območje, ki se razprostira na vzhodu, jugu in zahodu. Obe območji prejmeta zelo omejene količine padavin, saj ležita v senci Himalaje, ki zadrži poletne padavine, pozimi pa iz Sibirije prinaša suh in mrzel zrak. Kot celota sistem predstavlja razvodnico med rekami, ki tečejo v Tihi in v Indijski ocean. Reke se napajajo iz ledenikov.
Jezerska regija se razteza od jezera Pangong-a v Ladaku, jezera Rakšastal, Jamdrok do jezera Manasarovar v bližini izvira reke Ind. Ostala jezera so še Dagze, Nam in Pagsum. Ta regija se imenuje Čang Tang ali 'Severni Plato'. Je približno 1100 km široka. Zaradi svoje velike oddaljenosti od morja je zelo izsušena, biča pa jo tudi puščavski veter. Gorovja so razpotegnjena, ločena z globokimi dolinami. Nizajo se velika in mala jezera, slana ali alkalna. Zaradi prisotnosti permafrosta, je v Čang Tangu zemlja blatna in prekrita s suho travo, kar spominja na sibirske tundre. Sol in pitna voda se pogosto mešata. Jezera nimajo dotokov in odtokov. Usedline so sestavljene iz sode, kalijevega klorida, boraksa in drugih soli. Tukaj je tudi veliko število vročih vrelcev. Zelo so razširjeni med Himalajo in 34 ° N, vendar so najštevilnejši severozahodno od Lase.
Za Rečno območje so značilne rodovitne gorske doline. So ob zgornjem toku reke Yarlung Tsangpo (v Indiji Brahmaputra) in njenem glavnem pritoku reki Nyang (to je zgornji tok reke Jangce), ter ob Mekongu in Rumeni reki. Kanjon reke Yarlung Tsangpo, ki tvori podkvast ovinek v reki tam kjer teče okoli gore Namča Barva, je med najglobljimi (5382 m) in verjetno najdaljši kanjon na svetu. Med gorami je veliko ozkih dolin. Doline okoli Lase, Šigatseja, Gjantseja in ob reki Yarlung Tsangpo so brez permafrosta, z dobro zemljo in umetnimi nasadi dreves, dobro namakane in bogato obdelane. Dolina Yarlung Tsangpo je v Tibetu približno 1200 kilometrov dolga in do 3 km široka. Spušča se od nadmorske višine 4500 metrov do 2800 metrov. Gore na obeh straneh doline so visoke več kot 5000 metrov.

## Zgodovina
O zgodovini Tibeta pred 7. stoletjem je malo znanega. To obdobje je prežeto z miti in legendami. Zanesljivi viri ne obstajajo. Od 7. do 10. stoletja je bil Tibet mogočna cesarstvo. Kralji iz dinastije Džarlung so uspeli zediniti večji del današnjega Tibeta. Namri Songsten, vladar dinastije Džarlung, je svoj vpliv razširil celo proti srednji Aziji. Kralj Songsten Gampo je osvojil Nepal in severno Indijo. Tako je Tibet postal pretnja za kitajsko dinastijo Tang. Da bi se izognili vojni med Kitajsko in Tibetom, je bila dogovorjena poroka med tibetanskim cesarjem in kitajsko princeso in s tem urejeno zavezništvo med cesarstvoma. Budizem, ki je dominiral na tem območju več kot 1000 let, je postal uradna državna religija. V času vladavine Songsten Gampa so bili v Lasi zgrajeni nekateri templji, graditi pa se je začela tudi kraljeva palača, kasneje poznana kot palača Potala. Stik s Kitajsko je omogočil razvoj medicine, astronomije in matematike. Po indijskem vzoru je nastala tibetanska pisava, kar je omogočilo prevajanje budističnih zapisov, pisanje zakonov in zgodovine države.
V naslednjih dveh stoletjih se je vpliv Tibeta kot tudi njegove meje še razširil. Kralj Trisong Decen je vzpostavil kontrolo nad severnim Pakistanom, Nepalom, Turkmenistanom ter severno Indijo. Prišlo je do vojne s Kitajsko. Leta 783. je tibetanska vojska prodrla do tedanje kitajske prestolnice Čangan (današnji Šjan (Xi'an)) in prisilila kitajskega cesarja, da prizna razširitev Tibeta. Podpisan je bil sporazum, s katerim sta bili Kitajska in Tibet določeni kot dve neodvisni državi. V tem obdobju je budizem pričel prevzemati primat tudi pri upravljanju z državo. Leta 842. je kralja Trisung Decen Ralpačen-a, ki je podpiral budizem, ubil njegov brat Langdarma.
Langdharma je bil nasprotnik budistične religije in je hotel njen vpliv pri upravljanju države zmanjšati. Njegovi poskusi so bili neuspešni. Naletel je na oster odpor budističnih svečenikov. Po nekaj letih vladanja so ga budistični menihi ubili. Zaradi notranjih nemirov in zunanjih pritiskov Kitajskega in Mongolskega cesarstva, je prišlo do razpada tibetanske države.
Leta 1239 preide Tibet v sestav Mongolskega cesarstva. Vpliv tibetanskega budizma postane vse večji in sčasoma postane uradna religija Mongolskega cesarstva. Godan-kan, pravnuk Džingiskana je gojil zaščitniški odnos do budizma in ščitil tibetanske duhovne voditelje. V 14. stoletju je prišlo do slabljenja Mongolskega cesarstva in Tibet ponovno dobi neodvisnost. Mongolija se vmešava v spore med dinastijami z namenom, da dalajlami omogoči tudi posvetno oblast. Leta 1656 postane peti dalajlama Ngavang Lobzang Giaco duhovni in posvetni vladar Tibeta. Z njegovo smrtjo leta 1682 se je odnos z Mongolskim cesarstvom spremenil.
Mongolski vladarji so želeli več nadzora nad Tibetom. Tako so v začetku 18. stoletja napadli in osvojili glavno mesto Lhasa in pokorili šestega dalajlamo Tsang-Jang Giatso-a. Mongolsko osvajanje ni naletelo na odobravanje lokalnega prebivalstva. To je izkoristil kitajski cesar Kang Ksi in pričel vojno za osvoboditev Lhase izpod Mongolov. Kitajsko vojsko so ljudje pričakali kot osvoboditelje. Cesar je v Lasi postavil svojega predstavnika, ki se je imenoval amban. Leta 1750. se je narod v Tibetu uprl, pregnal cesarskega odposlanca in vzpostavil svojo oblast. Ob pomoči cesarske vojske je bila vstaja še istega leta zatrta. Pod zaščito Kitajcev je bil sedmi dalajlama, ki so ga pred tem Mongoli izgnali. Kitajski cesar Kang Ksi je Tibet razglasil kot protektorat kitajskega imperija, kar je ostal vse do leta 1911.
Prvi Evropejci, ki so prišli v Tibet, so bili jezuitski misijonarji, ki so leta 1705 osnovali svoj misijon v Lasi. V začetku 18. stoletja je prišlo tudi do vzpostavljanja stikov z državami iz Evrope, leta 1774 so tako v Tibet prišli prvi Britanski odposlanci.
Leta 1904 je iz Indije v Tibet prišla Britanska vojska, osvojila Laso in prisilila Tibet, da odpre meje proti 'biseru' britanskega kolonialnega cesarstva, to je Indiji. Leta 1906 je bil podpisan sporazum med Kitajsko in Veliko Britanijo, s katerim je Tibet postal Britanski protektorat. Leto kasneje, 1907 je bil podpisan nov sporazum, tokrat med Veliko Britanijo, Kitajsko in Rusijo. Velika Britanija in Rusija sta priznali Kitajski pravico do oblasti nad Tibetom. Kitajska oblast je bila vzpostavljena leta 1910, a ni trajala dolgo. Leta 1911 je na Kitajskem izbruhnila revolucija, kar je izkoristil dalajlama in prevzel kontrolo nad Tibetom. Leta 1913 Tibet in Mongolija postaneta državi ločeni od Kitajske. Leta 1914 Velika Britanija prizna neodvisnost Tibeta in določi mejo med Tibetom in britansko Indijo. Kitajska ne prizna neodvisnost Tibeta, češ da je to neodtujljiv del kitajskega ozemlja.
Začetek prve svetovne vojne in državljanske vojne na Kitajskem, odvrnejo pogled velikih sil od Tibeta. S tem omogočijo 13. dalajlami neomejeno oblast vse do leta 1951, ko je vojska Ljudske Republike Kitajske zasedla Lhaso. Pod pritiskom LR Kitajske je bil podpisan tibetansko-kitajski sporazum, ki je predvidel skupno vladanje vlade LR Kitajske in vlade Tibeta na čelu z dalajlamo. Leta 1956 poteka vstaja Tibetancev, ki so jo podprle ZDA. Vstaja je bila krvavo zadušena leta 1959, sto tisoče Tibetancev je bilo ubitih, uničeno je bilo mnogo budističnih samostanov, dalajlama je bil prisiljen zapustiti državo in oditi v izgnanstvo v Daramsalo v Indiji, kjer je še danes. V obdobju vladavine Mao Cetunga je bil nad Tibetanci izvajan izjemen teror. Organizirano je bilo uničevanje kulturnih spomenikov, budističnih samostanov, templjev, dogajali so se pokoli budističnih svečenikov in menihov. Nekateri viri navajajo, da je bilo v tem obdobju ubitih več kot 1,2 milijona Tibetancev. V 80. letih 20. stoletja je prišlo do liberalizacije režima, s tem pa je bila Tibetu vrnjena določena stopnja verske svobode. Dalajlama je iz emigracije pošiljal številne pozive za pomoč za osvoboditev Tibeta.
Leta 1989 je dalajlama dobil Nobelovo nagrado za mir zaradi svojih prizadevanj, da po nenasilni poti vrne neodvisnost Tibetu.
Več kot 40 atletov, ki so nastopili na Olimpijskih igrah v Pekingu leta 2008 je prosilo za mirno reševanje tibetanskega vprašanja, verske svobode in svobode mišljenja.

## Prebivalstvo
Na širšem kulturnem območju Tibeta, ki, kot že rečeno obsega približno 2,5 milijona km², živi približno 7,2 milijona prebivalcev. Od tega je 5,0 milijonov ali 69% Tibetancev, 1,45 milijona ali 20 % Hanov (Kitajcev) in 11 % drugih narodnosti. Podatki veljajo za leto 2000. Skoraj tri četrtine jih živi v dolinah velikih rek na jugu in v nekaj večjih mestih znotraj Avtonomne regije Tibet.

## Gospodarstvo
Gospodarstvo Tibeta sloni na kmetijstvu. Zaradi neugodnih klimatskih razmer, so donosi sorazmerno majhni. Tibet ima velike rezerve zlata, srebra, cinka in drugih rud. V zadnjem času se zelo razvija turizem, za kar gre zahvala zgodovinskim znamenitostim in čudoviti naravi. Kitajska vlada je zgradila železniško progo, ki je povezala Tibet z ostalimi deli Kitajske.

## Kultura
Tibetanska religija je del budizma znanega kot lamaizem. Tibet je tradicionalni center tibetanskega budizma, ki je razširjen tudi izven meja. Prav tako je dom spiritualistične tradicije imenovane Bon. Prebivalstvo govori mnoge podobne dialekte, ki skupaj tvorijo tibetanski jezik, obstaja pa tudi tibetanska pisava. Prevladuje vpliv budistične kulture. Palača Potala, bivša rezidenca dalajlam in Norbulingka, poletna rezidenca dalajlam so objekti, ki jih je zaščitil tudi UNESCO. V času kulturne revolucije v drugi polovici 20. stoletja, je bilo uničene ali poškodovane mnogo kulturne in zgodovinske dediščine Tibeta.

### Umetnost
Tibetanski umetniki so v celotni zgodovini Tibeta odigrali ključno vlogo v kulturnem življenju. Umetnost je izražena tako na poslikanem pohištvu, kot s poslikavami v verskih objektih. Velika večina ohranjenih umetniških del je nastala pred 20. stoletjem in je bolj ali manj ohranjena v samostanih. Poslikave so naročale verske ustanove ali posamezniki, ki so jih uporabljali pri verskih obredih.
Tibetanske predstavitve umetnosti so neločljivo povezane s tibetanskim budizmom in največkrat prikazujejo razna božanstva ali različice Bude. Lahko so to bronasti kipi ali zelo barvite slike thangka in mandale. Thangke so tradicionalne tibetanske slike na blagu. Upodobljene na bombažnem blagu s tanko palico na vrhu prikazujejo budistična božanstva ali teme v barvah in podrobnostih.
V kiparstvu so pogoste upodobitve Bodhisatve. Tibetanski budizem je kot naslednik mahajana budizma to tradicijo podedoval. Skupaj z Bodhisatvo je upodobljeno božanstvo Čenreziga (Avalokitešvara), pogosto prikazano s tisoč oboroženimi svetniki in predstavlja sočutje. Pogosta je predstavitev srditih božanstev, upodobljenih z jeznimi obrazi, včasih obkroženi z lobanjami. Njihova jeza predstavlja predanost varovanju učenja dharme, kot tudi varovanju posebnih postopkov za preprečevanje slabih dejanj v življenju. Za šamanistično religijo Bon so značilni kipi Bude ali Padmasambhave kot zaščitniškega božanstva v lokalnem okolju.

### Arhitektura
Tibetanska arhitektura vsebuje kitajske in indijske vplive in izraža globoko vernost prebivalcev. Na vsakem samostanu oziroma gompi je mogoče videti budistično kolo - dharma - z dvema zmajema in praporom. Zasnova tibetanske stupe (čorten) je lahko okrogla (v pokrajini Kham) ali oglata in 4-stranska (v Ladaku). Največja posebnost tibetanske arhitekture je, da so hiše in samostani praviloma zgrajeni na visokih in sončnih mestih, obrnjeni proti jugu. Objekti so zgrajeni iz mešanice kamnin, lesa, veziva in zemlje. Ker praktično ni goriva za ogrevanje in razsvetljavo, so strehe ravne, da jih greje sonce, ki ga je obilo, v pritličju pa je običajno hlev za živino. Kot protipotresni ukrep, so stene nagnjene navznoter za 10 stopinj in spodaj debelejše kot zgoraj.
Palača Potala, visoka 117 metrov in široka 360 metrov, je najpomembnejši primer tibetanske arhitekture. Nekdanja rezidenca dalajlame vsebuje več kot tisoč sob v trinajstih nadstropjih in hrani portrete preteklih dalajlam ter kipe Bude. Razdeljena je med zunanjo Belo palačo, ki služi kot administrativne četrti, in notranjo Rdečo palačo, v kateri so zborna dvorana lam, kapele, 10.000 svetišč in obsežna knjižnica budističnih spisov. Palača Potala je del svetovne dediščine, prav tako Norbulingka, nekdanja poletna rezidenca dalajlame.

### Glasba
Tibetanska glasba odraža kulturno dediščino regije. Se pa razlikuje glede na etnične skupine v Indiji, Butanu, Nepalu in drugje v tujini. Najprej in predvsem je to verska glasba. Petje se izvaja v tibetanščini in sanskrtu. Napevi so kompleksni s pogostimi recitacijami svetih tekstov. Grleno petje je posebna zvrst, ki se izvaja brez metričnega časa, ob spremljavi resonančnih bobnov in nizkih, dolgih zlogov. Druge zvrsti se razlikujejo glede na različne šole tibetanskega budizma, kot so klasična glasba v šoli Gelugpa in romantična glasba šol Nyingmapa, Sakyapa in Kagyupa.

### Kultura pokopov
Tibetanci poznajo štiri vrste pokopov svojih umrlih. Pri umrlem sedijo 48 ur, nakar sledi ena od oblik pokopa. Najpogostejši način je tak, da truplo obredno razkosajo in odnesejo na določeno mesto, kjer meso odnesejo ptiči (nebeški pokop). Druga oblika je, da razkosane dele trupla spravijo v vrečo, jo obtežijo z velikimi kamni in spustijo v reko ali jezero. Zato Tibetanci ne jedo rib. Umrle tudi sežigajo. Tak način je predvsem namenjen višjim duhovnikom. Pepel pogosto spravijo v stupah. Predvsem bolne pa tudi zakopljejo v zemljo.

## Kulinarika
Tradicionalna tibetanska hrana sestoji predvsem iz ječmena, mesa in mlečnih izdelkov. Vrtnine so pogoste samo v rečnih dolinah. Tsampa je osnovno živilo Tibetancev in se jé trikrat na dan. Narejena je iz ječmenove moke, s soljenim maslom, vse zakuhano v čaju. Tako skuhan čaj se vlije v dolgo valjasto posodo skupaj s soljo in jakovim maslom. Ko so sestavine dobro zmešane, je pripravljena za serviranje. Tibetanci pijejo tak čaj preko celega dne. Jakovo maslo je zelo pomembna hrana Tibetancev. Tudi jogurt je pomemben dnevni mlečni obrok. Je kremaste sestave in se pridobiva iz jakovega mleka. Tibetanski nomadi v vzhodnem Tibetu izdelujejo svoj jogurt na poseben način. Najprej mleko skuhajo, po odstavitvi s štedilnika dodajo nekaj starega jogurta. Svež jogurt nastane v nekaj urah. Jogurt je tibetanska hrana že več kot 1000 let.
Priljubljena hrana v Tibetu je tudi posušeno goveje/jakovo in ovčje meso. V zimskem času goveje in ovčje meso narežejo v dolge trakove, ki jih sušijo na senčnem mestu na zraku. Sušeno meso je čvrsto in dobrega okusa in se lahko jé surovo.
Pogosta hrana Tibetancev so tudi krvavice, klobase in jetrne klobase. Momo, so žepki iz testa, napolnjeni z zelenjavo ali mesom ter skuhani na sopari ali ocvrti. Thugpa, juha z rezanci in mesom ali zelenjavo. Najpogosteje s piščančjim mesom, le včasih z jakovim. Druga živila so še tibetanski cmoki, Thenthuk (tibetanski rezanci) in jakov jezik.
V zadnjem času v tibetanskih mestih lokalna živila dopolnjuje kitajska hrana, večinoma Sečuanska. Zelenjave in rib je na trgu dovolj. Restavracije nudijo tako tibetansko kot kitajsko hrano, vse bolj pa tudi zahodnjaško, predvsem zaradi turistov.
Tibetanci radi pijejo čaj. Poleg soljenega in z maslom, ga pijejo še sladkega z mlekom.
Tibetanski ječmen uporabljajo tudi za varjenje piva imenovanega Chang in je priljubljena pijača. Pivo je blago, rahlo sladkega in kislega in vsebuje malo alkohola.

## Tradicionalna tibetanska medicina
Tibetanci živijo povprečno 60 do 72 let. Življenje jim krajšajo kruta narava, enolična prehrana pa tudi dejstvo, da si morajo zdravljenje plačati sami. Najpogosteje se zatečejo k svojemu zdravilcu, ki je najcenejši, vendar je teh vedno manj. Kaže, da bo eno od najstarejših zdravilstev na svetu, tibetanska tradicionalna medicina obstaja že več kot 2500 let, zaradi političnih razmer, počasi izginila. Izpodriva ga kitajska medicina. Tibetansko zdravilstvo temelji skoraj izključno na zdravilnih zeliščih, ki jih je tam v izobilju. Trenutno je najdragocenejše zdravilo yakcha kambu. Ime pomeni 'pozimi črv, poleti trava'. Na trgu je en črv vreden 50 juanov, kilogram pa 35.000 juanov. V trgovini na letališču je bil že desetkrat dražji, na Kitajskem pa njegova cena za dvakrat presega ceno zlata. Gre za nekakšno parazitsko gobo, ki napade gosenico neke žuželke, jo ubije in mumificira. Je vitaminska bomba in jo uporabljajo za zdravljenje raka in kot afrodiziak. Nabirajo jo edino na visokih planotah Tibeta. Zaradi velikega povpraševanja ji grozi iztrebljenje.